# Maxillaria loretoensis
Maxillaria loretoensis är en orkidéart som beskrevs av Charles Schweinfurth. Maxillaria loretoensis ingår i släktet Maxillaria och familjen orkidéer. Inga underarter finns listade i Catalogue of Life.